# Enchelycore bayeri
Enchelycore bayeri là danh pháp khoa học của một loài cá lịch biển trong họ Muraenidae.
Loài cá này sinh sống ven các rạn san hô ở độ sâu 1-64m, chủ yếu ở độ sâu 1-20m trong khu vực Ấn Độ Dương - Thái Bình Dương từ quần đảo Chagos và đảo Réunion ở phía tây tới các quần đảo Line và Society ở phía đông, về phía bắc tới quần đảo Lưu Cầu (Ryukyu), về phía nam tới rạn san hô Great Barrier. Chúng là cá nhút nhát với thức ăn là cá, nhưng đôi khi cũng cắn do ngẫu nhiên hay khi bị kích động.
Giống như các thành viên khác của chi, loài cá này có các hàm cong và các hàng răng lớn giống như thủy tinh. Với chiều dài có thể đạt 70 cm (28 in), nó là một trong những loài cá lịch nhỏ-trung bình của chi này.
Các tên gọi tiếng Anh của nó là Bayer's moray (cá lịch Bayer), Bowmouth moray (cá lịch miệng cung) và Hookjaw moray (cá lịch hàm móc).